# Gran Canal de Versalles
El Gran Canal de Versalles es el mayor estanque en el Parque de Versalles. En forma de cruz, fue construido entre 1666 y 1679 por André Le Nôtre. Antes de esa fecha, el parque, cerrado por una puerta, se encontraba detrás del estanque de los Cisnes.

## Presentación
La Real Academia de Ciencias disuade, en un primer momento, al "jardinero del rey" para embarcase en el proyecto, ya que el terreno era muy desparejo. Esta obra hidráulica monumental se concretó con éxito, utilizando para la alimentación del canal la pequeña ribera de Rue de Gally.
El plano del Gran Canal hoy en día se estructura en forma de cruz, con una calle principal que corre de este a oeste, que se encuentra en el eje central del castillo y es de 1,8 km. Mientras que el eje perpendicular (que fue excavado primero), con orientación norte-sur y de 1,5 km de longitud, consta de dos brazos: el del norte va hacia la villa de Trianon a 400 metros, mientras que el sur trascurre hacia el Zoológico Real (hoy desaparecido) a 600 metros.
Tanto en la dirección norte-sur y este-oeste, ambos brazos tienen una anchura de 62 metros y cubre un área de 24 hectáreas, por un perímetro de 5,5 km bordeadas por cuatro hileras de olmos, decorados con estatuas firmadas por Tuby, realizadas de acuerdo a dibujos de Charles Le Brun, que representan niños y caballitos de mar.
Las obras, completadas en 1679, hicieron que el Gran Canal servirá como punto de partida para los fuegos artificiales que se daban en las suntuosas fiestas reales organizadas por Luis XIV en Versalles.
Una creencia es que todos los años, el 5 de septiembre, el aniversario del nacimiento de Luis XIV (en 1638), el sol se pone en consonancia con el Gran Canal. Sin embargo, esto es falso.

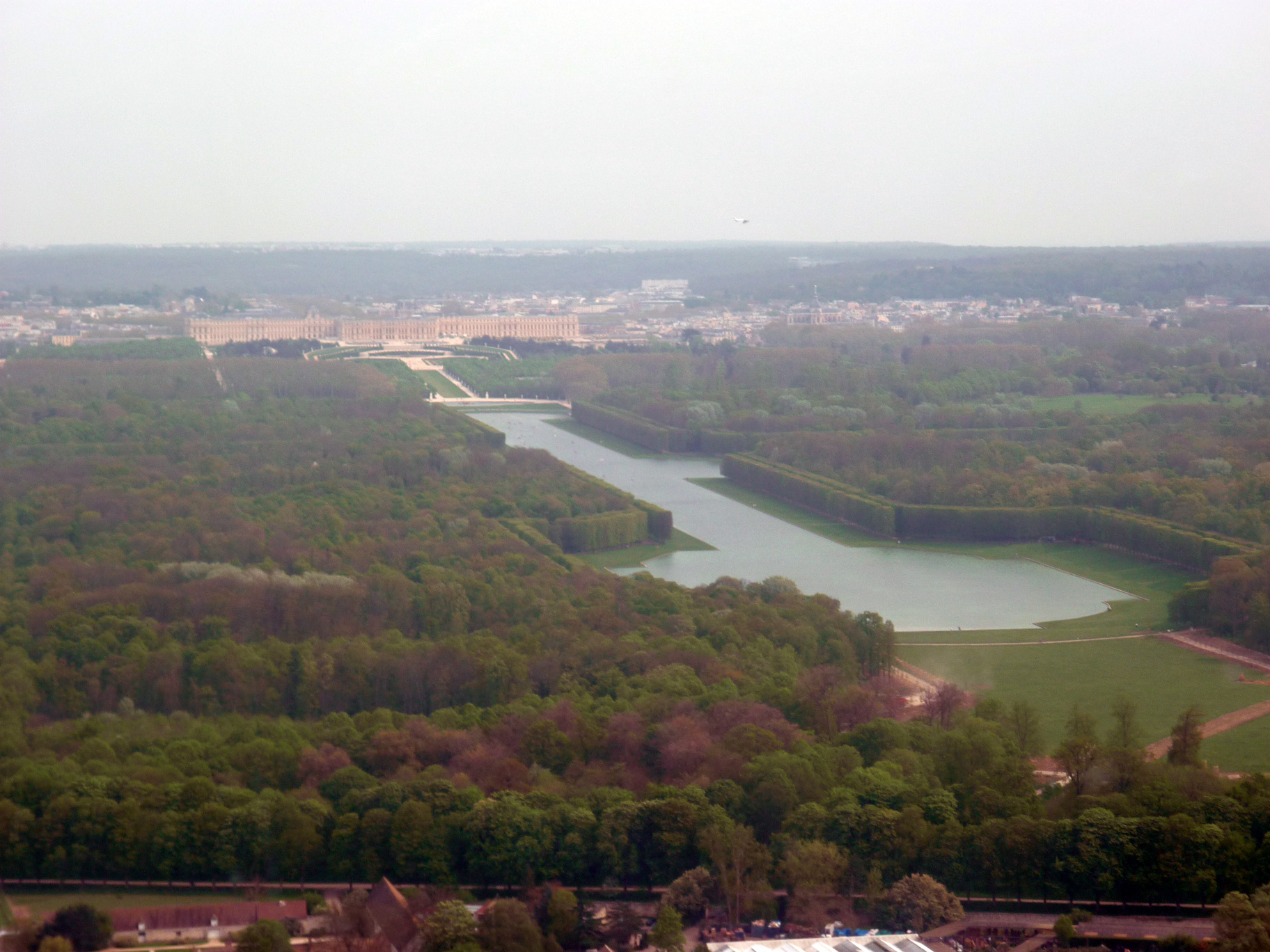
Vista aérea del Gran Canal de Versalles.

En invierno, cuando las heladas impedían la navegación, el Gran Canal se transformaba en una pista de patinaje.
Más allá del carácter lúdico y ornamental que esta parte del jardín tenía, el Gran Canal también jugó un papel práctico. De hecho, situado en un punto bajo en el parque, recibía el agua que fluía de las fuentes en los jardines situadas en la parte superior. Se bombeaba entonces a través de una red de surtidores impulsados por molinos de viento y agua, y luego regresaban al canal en el techo de la gruta de Tetis para reponer las fuentes. Este sistema hidráulico funcionaba como un circuito cerrado.
Durante la Revolución Francesa, el canal servirá para regar los campos de trigo que se plantaron en el parque de Versalles, siendo repuesta su función original por Luis XVIII.

## Marina

### Flota
Luis XIV navegaba en el canal con una flota compuesta por un barco de tres mástiles ("Le Grand Vaisseau"), una galera (" La Dunkerquoise"), chalupas (llamados "chauloupes"), bergantines, góndolas (regaladas por el Dogo de Venecia -título nobiliario que desapareció con la llegada de Napoleón-) y , desde 1675, dos yates de Inglaterra.

### Marinos

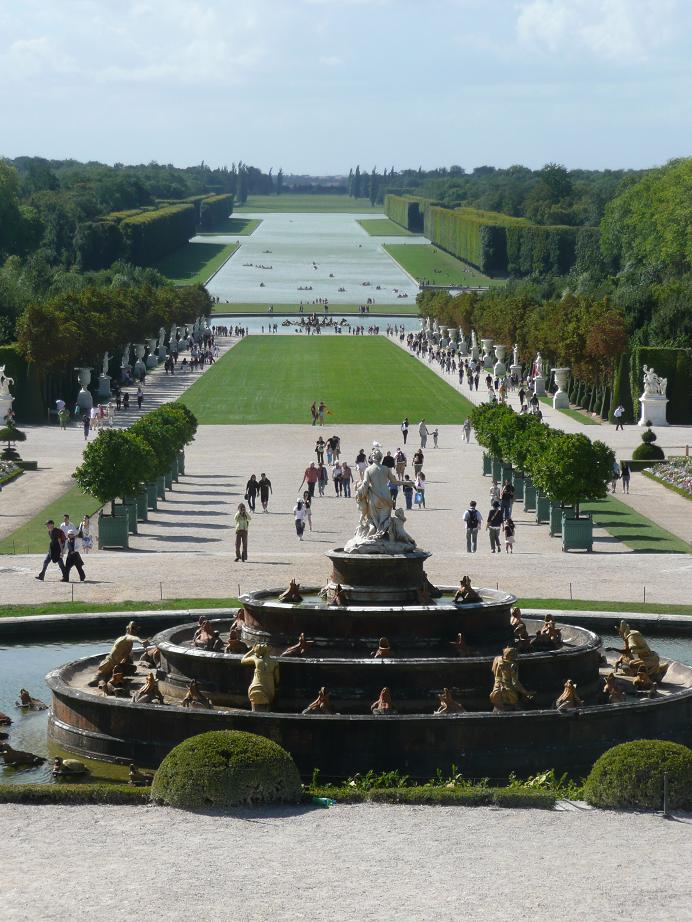
El Gran Canal visto desde el jardín.

Hasta el siglo XVI, los marinos de Le Pecq, Poissy y Saint-Cloud, eran alojados en el sur, al final de la calzada de los Marineros, en un lugar que se ha convertido en un lugar con estación de tren (sirviendo al campo de los Marineros cercano). Estos son reemplazados en 1684 por un grupo que comprende: un teniente, un maestre, un contramaestre, once marineros, seis gondoleros (dos Toulonnais y cuatro Véniters), ocho carpinteros (dos italianos), dos calafates y un aserrador, todos bajo el mando del capitán Consolin. Ellos fueron alojados en edificios construidos especialmente para alojarlos, llamado "Pequeña Venecia", ubicado en el extremo oriental del Gran Canal, cerca del estanque de Apolo.
En 1685, 260 hombres de Flandes son asignados a tres compañías para fragatas.